# Compagnie générale des railways à voie étroite
La Compagnie générale des railways à voie étroite est créée le 1er février 1881 par Édouard Louis Joseph Empain pour construire et exploiter des réseaux de tramways . Elle émane du groupe Empain.
En 1904, la Compagnie générale des railways à voie étroite   disparait au profit de la  Compagnie Générale de Railways et d’Électricité 

## Réseaux construits par la compagnie
- Tramway de Gand
- Tramway de Boulogne-sur-Mer
- Chemin de fer à voie étroite de Bruxelles à Ixelles-Boendael